# کیهانشین
کِی هان شین (京) (京阪神, Kyoto–Osaka–Kobe) یک منطقه کلان‌شهری در منطقه کانسای، ژاپن است که کلان‌شهرهای شهرهای کیوتو در استان کیوتو، اوساکا در استان اوساکا کوبه (شهر) در استان هیوگو را در بر می‌گیرد.